# Harpactira pulchripes
Harpactira pulchripes är en spindelart som beskrevs av Pocock 1901. Harpactira pulchripes ingår i släktet Harpactira och familjen fågelspindlar. Inga underarter finns listade i Catalogue of Life.